# Horní Kněžeklady
Horní Kněžeklady (deutsch Ober Kniescheklad) ist eine Gemeinde in Tschechien. Sie liegt sechs Kilometer südöstlich von Týn nad Vltavou in Südböhmen und gehört zum Okres České Budějovice.

## Geographie

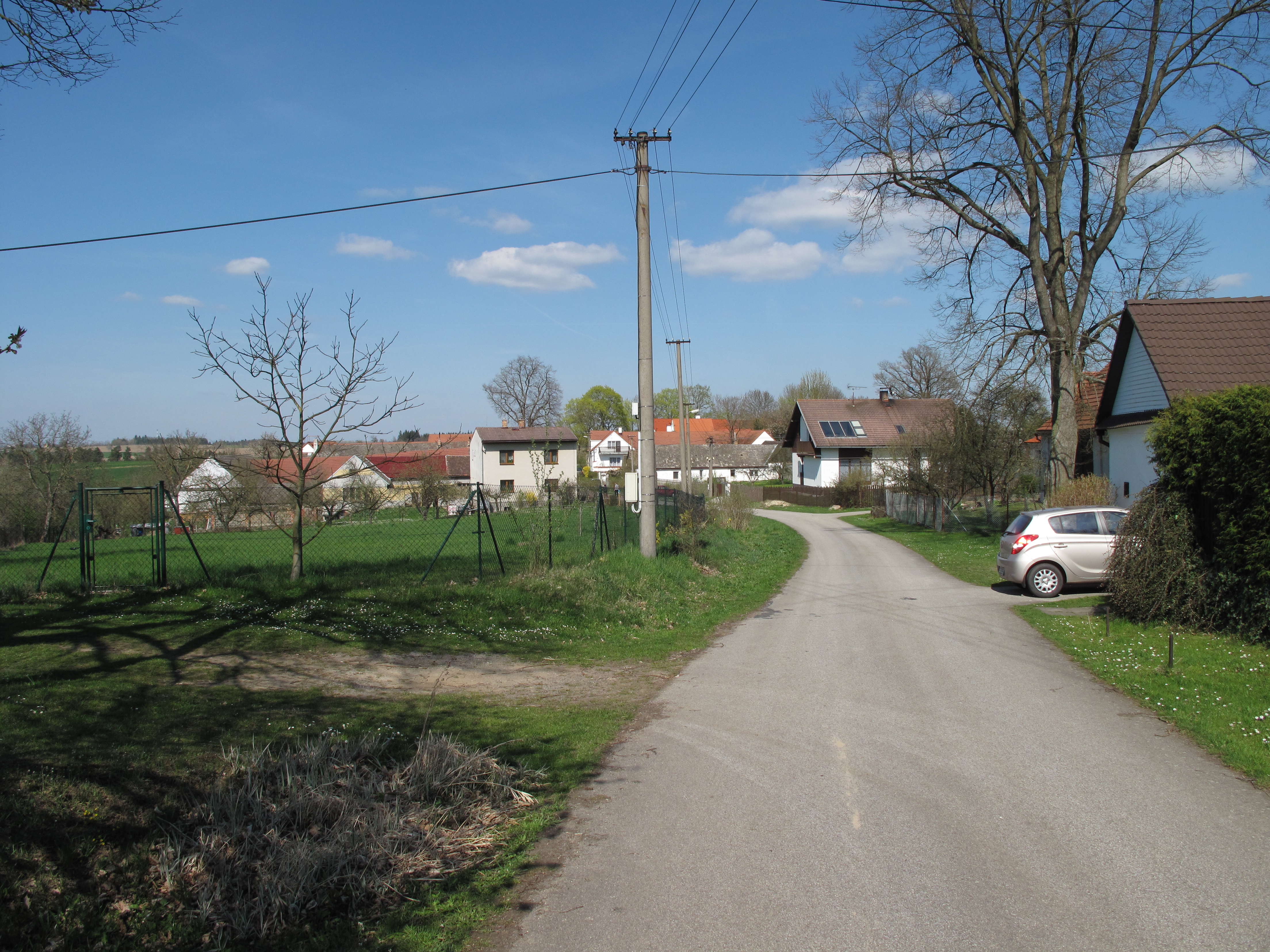
Horní Kněžeklady

Horní Kněžeklady befindet sich rechts der Moldau auf einer Anhöhe in der Lischauer Schwelle. Gegen Süden liegen an der Talsperre Hněvkovice die Wüstungen Buzkov, Jaroslavice und Pardovice.
Nachbarorte sind Kozlovák, Branovice und Dobšice im Norden, Bečice und Dolní Kněžeklady im Nordosten, Sobětice, Dubové Mlýny und Štipoklasy im Osten, Červený Dvůr, Modrá Hůrka und Pořežánky im Südosten, Pořežany und Hroznějovice im Süden, Litoradlice im Südwesten, Hněvkovice na pravém břehu Vltavy und Zvěrkovice im Westen sowie U Bulků, Čihovice, Břehy, Třitim und Předčice im Nordwesten.

## Geschichte
Die erste schriftliche Erwähnung von Knyezie clada erfolgte im Jahre 1318, als Jindřich von Žimutice das Dorf zusammen mit Žimutice seiner Frau Anka überschrieb. Der Ortsname wird von Profous zum einen (kněz/Priester) als ehemaliger Besitz des Erzbistums Prag und zum anderen (kláda/Baumstamm) als Hinweis auf einen markanten Baum gedeutet. Seit 1396 wird zwischen den zwei Dörfern Kniezekladie superiori (Horní Kněžeklady) und Kniezekladie inferiori (Dolní Kněžeklady) unterschieden. Horní Kněžeklady blieb nachfolgend immer mit Žimutice verbunden. Im Jahre 1661 kaufte Johann Adolf I. von Schwarzenberg die Herrschaft Žimutice und schloss sie an die Herrschaft Wittingau an. Nachdem er 1672 auch die Herrschaft Bzí erworben hatte, vereinigte er beide Güter. Im Jahre 1840 bestand Ober Knjžeklad / Hornj Knjížeklada bzw. Hořegsska aus 9 Häusern mit 67 Einwohnern. Pfarrort war Schimutitz. Bis zur Mitte des 19. Jahrhunderts blieb das Dorf immer dem an die Herrschaft Wittingau angeschlossenen Gut Bzy untertänig.
Nach der Aufhebung der Patrimonialherrschaften bildete Horní Knížeklady/Ober Knescheklada ab 1850 einen Ortsteil der Gemeinde Štipoklasy in der Bezirkshauptmannschaft und dem Gerichtsbezirk Týn nad Vltavou/Moldauthein. 1910 lebten in Horní Knížeklady/Ober Knižeklad 147 tschechischsprachige Einwohner. Der heutige Ortsname Horní Kněžeklady wird seit 1924 verwendet. Auf Anordnung der Besatzungsmacht wurde 1943 in der Gemeinde Štipoklasy/Stipoklas eine Freiwillige Feuerwehr gebildet, die 50 Mitglieder hatte. Die erste Feuerspritze wurde jedoch erst nach Kriegsende im Jahre 1946 geliefert. 1950 erfolgte in Horní Kněžeklady der Bau eines Spritzenhauses mit angeschlossenem Kulturzentrum. Nach der Aufhebung des Okres Týn nad Vltavou wurde der Ort 1961 dem Okres České Budějovice zugeordnet. Ab dem 1. Januar 1976 bildete Horní Kněžeklady einen von 17 Ortsteilen der Großgemeinde Žimutice. Nach einem Referendum löste sich Horní Kněžeklady zusammen mit Dolní Kněžeklady und Štipoklasy zum 24. November 1990 von Žimutice los und bildete erstmals eine eigene Gemeinde.
Von den Einwohnern wird Horní Kněžeklady zumeist kurz als Horejška und Dolní Kněžeklady als Dolejška bezeichnet.

## Gemeindegliederung
Die Gemeinde Horní Kněžeklady besteht aus den Ortsteilen Dolní Kněžeklady (Unter Kniescheklad), Horní Kněžeklady (Ober Kniescheklad) und Štipoklasy (Stipoklas) sowie der Einschicht Červený Dvůr (Roter Hof).
Das Gemeindegebiet bildet den Katastralbezirk Štipoklasy.

## Bevölkerungsentwicklung
| Jahr      | 1869 | 1880 | 1890 | 1900 | 1910 | 1921 | 1930 | 1950 | 1961 | 1970 | 1980 | 1991 | 2001 | 2011 | 2021 |
| --------- | ---- | ---- | ---- | ---- | ---- | ---- | ---- | ---- | ---- | ---- | ---- | ---- | ---- | ---- | ---- |
| Einwohner | 344  | 386  | 383  | 367  | 380  | 385  | 355  | 272  | 261  | 254  | 192  | 140  | 112  | 104  | 109  |

## Sehenswürdigkeiten
- Kapelle in Horní Kněžeklady, errichtet 1916
- Kapelle in Dolní Kněžeklady, erbaut 1939 am Platz einer seit 1318 nachweisbaren hölzernen Wasserfeste, wegen der deutschen Besetzung wurde sie nie geweiht
- Denkmal für Jan Hus in Horní Kněžeklady, geschaffen zwischen 1915 und 1921 vom örtlichen Maurermeister Matěj Nekola nach Plänen des Bildhauers Václav Švec. Die feierliche Enthüllung erfolgte 1921 nach der Rückkehr des Bildhauers aus den Tschechoslowakischen Legionen in Russland.
- Gehöfte im Blatastil des südböhmischen Bauernbarock